# (2763) Jeans
(2763) Jeans es un asteroide perteneciente al cinturón de asteroides descubierto por Edward L. G. Bowell desde la Estación Anderson Mesa, en Flagstaff, Estados Unidos, el 24 de julio de 1982.

## Designación y nombre
Jeans fue designado al principio como 1982 OG.
Posteriormente se nombró en honor del astrónomo y matemático británico James Hopwood Jeans (1877-1946).

## Características orbitales
Jeans está situado a una distancia media del Sol de 2,403 ua, pudiendo alejarse hasta 2,928 ua y acercarse hasta 1,877 ua. Su excentricidad es 0,2188 y la inclinación orbital 3,542 grados. Emplea en completar una órbita alrededor del Sol 1360 días.

## Características físicas
La magnitud absoluta de Jeans es 12,3 y el periodo de rotación de 7,805 horas. Está asignado al tipo espectral V de la clasificación SMASSII.